# Bangor City FC
Bangor City FC este o echipă de fotbal din Gwynedd, Țara Galilor.